# Уголовное преследование чиновников правительства Тимошенко
Уголовное преследование чиновников 2-го правительства Тимошенко — уголовное преследование ряда членов второго правительства Тимошенко, выразившееся в открытии против них уголовных дел на Украине, начиная с мая 2010 года. В основном им предъявлены обвинения в превышении служебных полномочий. Генпрокуратура Украины не выявила фактов присвоения ими средств или имущества.
По комплексу этих дел есть ряд обращений Евросоюза, США, России, правозащитных организаций, украинского общества на Украине и в диаспоре — в обращениях указывается на политическую составляющую этих дел. Прокуратура Украины и представители Партии регионов отрицают политическую мотивацию.

## Члены правительства Тимошенко, против которых были открыты уголовные дела с 2010 года

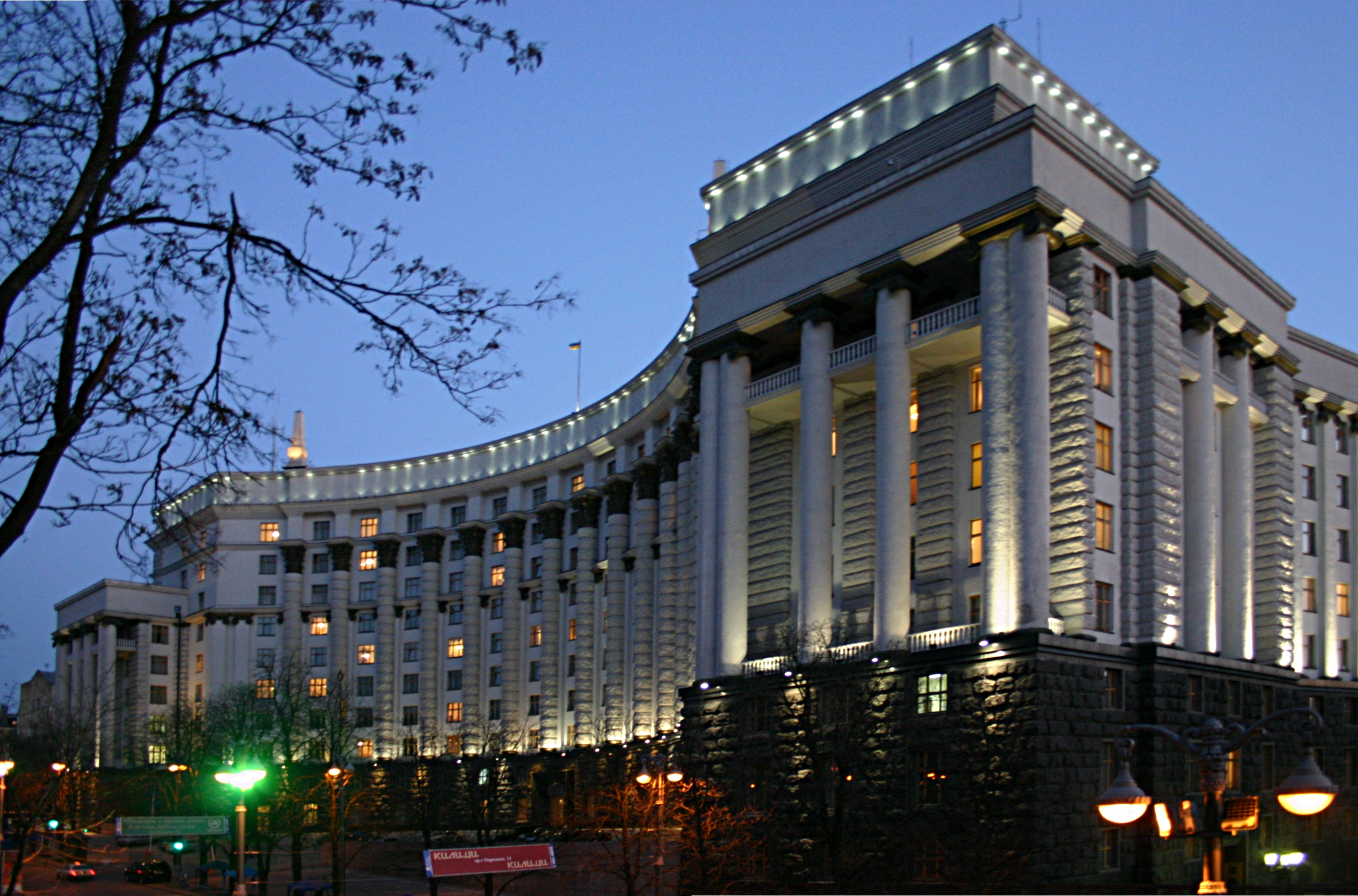
Здание Кабинета министров Украины

Начиная с мая 2010 года был открыт ряд дел против Юлии Тимошенко и членов её правительства, а также по членам семьи Тимошенко и сотрудникам корпорации ЕЭСУ. По состоянию на октябрь 2011 года через аресты уже прошли около двух десятков соратников из «Кабмина Тимошенко»; половина из них находится в СИЗО по 8—12 месяцев. В основном им предъявлено обвинение в превышении служебных полномочий:

1) Премьер-министр — Юлия Тимошенко. Известный российский политик, бывший первый вице-премьер России Борис Немцов назвал Тимошенко «главным политзаключенным Украины».

2) Министр внутренних дел — Луценко.

3) Министр обороны — Иващенко.

4) Министр финансов — Данилишин.

5—6) Министр природных ресурсов — Филипчук. Борис Преснер — бывший заместителя министра охраны окружающей природной среды.

7) Министр строительства (бывший городской голова Львова) — Куйбида.

8—9) Губернатор (руководитель госадминистрации) Днепропетровской области (бывший министр транспорта и связи) — Бондарь. Александр Давыдов — бывший заместитель министра транспорта и связи.

10) Губернатор Харьковской области Арсен Аваков — почти год (2011—2012) вынужден был находиться в Италии, где ему предоставили политическое убежище, и только после избрания его депутатом парламента Украины (осенью 2012) — вернулся на Украину.

11—12) Руководитель таможенной службы Украины — Макаренко. Руководитель региональной таможни — Шепитько.

13) Заместитель министра юстиции — Корнийчук.

14—15) Глава Государственного казначейства Украины — Слюз, заместитель председателя — Грицун.

16—17) Заместитель председателя «Нафтогаза» (государственная монополия по торговле нефтью и газом) — Диденко. Мария Кушнир — заместитель главного бухгалтера «Нафтогаза».

18—20) Руководители Госкомитета по государственному материальному резерву — глава Госрезерва Михаил Поживанов (с 2010 года проживает в Австрии). Исполняющий обязанности председателя Госрезерва Виталий Никитин. Заместитель председателя Госрезерва Николай Синьковского.

21) Директор государственного предприятия «УкрМедПоставка» — Николай Петренко.

22) Руководитель «Укравтодора» (в 2005—2006, 2008—2010) — Вадим Гуржос).

23) Виктор Колбун — бывший зампредседатель главы правления Пенсионного фонда Украины. Уголовное дело возбуждено по факту превышения служебных полномочий.

24) Нескольких чиновников неоднократно вызывали на допрос, чтобы открыть уголовное дело, в частности, Первого вице-премьер министра Турчинова, но дела не были открыты.
12 октября 2011 генпрокуратура Украины заявила о намерении инициировать возобновление уголовных дел (которые были закрыты в 2003—2005 годах) по сотрудникам корпорации «Единые энергетические системы» (в том числе по свёкру Юлии Тимошенко — 75-летнему Геннадию Тимошенко, который умер в мае 2012 года; по мужу Ю.Тимошенко — Александру Тимошенко, который в январе 2012 года получил политическое убежище в Чехии; по Евгению Шаго, Антонине Болюре, Лидии Сокольченко).

## Оценки «уголовных дел против чиновников правительства Тимошенко» в России
Правительство России практически не комментирует уголовные дела относительно членов правительства Тимошенко. Но таких комментариев немало в российской прессе. Правительство России ограничивается заявлениями о невиновности самой Тимошенко — по «газовому делу 2009 года», а также были заявления относительно отсутствия претензий к Тимошенко по делу ЕЭСУ.
Президент и премьер-министр России сделали ряд заявлений о «политически мотивированном суде над Юлией Тимошенко»; также 11 октября 2011 года, МИД России сделал заявление (см. сайт МИД России. www.mid.ru. Дата обращения: 31 марта 2020.): «Нельзя не учитывать тот факт, что руководство многих государств и мировая общественность воспринимают весь этот судебный процесс как инициированный исключительно по политическим мотивам».
Директор «украинского филиала Института стран СНГ» (российский государственный институт по изучению проблем СНГ) Владимир Корнилов отметил, что «если Киев и дальше будет игнорировать мнение Евросоюза, России и Соединенных Штатов по „делу Юлии Тимошенко“, то может получиться так, что Брюссель начнет подходить к Украине как к второй Беларуси».

## Оценки «уголовных дел против чиновников правительства Тимошенко» в Евросоюзе, США
О преследовании политических соратников Тимошенко, членов её правительства — есть многочисленные резолюции и заявления Европарламента, ПАСЕ, ОБСЕ, высокопоставленных политиков Евросоюза и США, заявления международных демократических организаций.
13 января 2011 года Чехия «предоставила политическое убежище» экс-министру экономики Богдану Данилишину. 6 января 2012 года Чехия предоставила политическое убежище Александру Тимошенко.
22 июня 2010 (накануне начала суда над Тимошенко) — посол Великобритании на Украине Ли Тернер дал интервью газете «День», где предостерег власти Украины от преследования оппозиции:
«Мы внимательно следим за развитием уголовных дел против бывших чиновников… мы обеспокоены предположениями о возможных политических мотивах этих дел… Сейчас мы четко объяснили представителям украинской власти, что любое впечатление о избирательность и непропорциональность применения правового воздействия может значительно и на продолжительное время навредить международной репутации Украины».

### Оценки после приговора Тимошенко (после 11 октября 2011 года)
11 октября 2011 года (в день вынесения приговора Юлии Тимошенко) Администрация президента США призвала «освободить Ю. Тимошенко и других политических лидеров и бывших членов правительства». 13 октября 2011 сопредседатель группы поддержки Украины в Конгрессе США Мерси Каптур зарегистрировала проект резолюции о «преследовании лидера оппозиции Юлии Тимошенко и её соратников».

### Шесть резолюций Европарламента (2010—2012)
9 июня 2011 «Европейский парламент» принял весьма важную резолюцию по Украине под названием «Дела Юлии Тимошенко и других членов бывшего правительства»:
«Европейский парламент, принимая во внимание свои предыдущие резолюции по Украине, в частности резолюцию от 25 ноября 2010 года… Принимая во внимание заявление своего Президента о задержании Юлии Тимошенко 24 мая 2011 года, заявление представителя Верховного представителя ЕС Кэтрин Эштон от 26 мая 2011 о деле Юлии Тимошенко, заявление Комиссара Штефана Фюле после его встречи с Юлией Тимошенко 24 марта 2011… 1. …предостерегает против возможного применения уголовного правосудия как средства достижения политических целей. 2. Обеспокоен ростом выборочного преследования деятелей политической оппозиции на Украине, а также непропорциональностью применяемых мер, особенно в случае Тимошенко и бывшего министра внутренних дел Луценко; обращает внимание на то, что Луценко находится под арестом с 26 декабря 2010 года»
25 октября 2011 Европарламент (голосами пяти фракций из шести) принял резолюцию по Украине (третью за год), в которой с учетом заявления глав Евросоюза, заявил, что «поскольку к уголовной ответственности привлекается все большее количество должностных лиц, включая министров бывшего правительства, также глав государственных департаментов и инспекций, глав подразделений правоохранительных органов, судей районных судов и председателей местных властей», то Европарламент «осуждает обвинительный приговор бывшему премьер-министру Юлии Тимошенко» (пункт 2 Резолюции), «Настаивает на том, что все судебные процессы против бывших и действующих высокопоставленных членов правительства должны проводиться в соответствии с европейскими стандартами» (пункт 6 Резолюции).
24 мая 2012 Европарламент принял пятую (за 2010—2012 года) резолюцию с требованием освобождения членов правительства Тимошенко:
- «Принимая во внимание свои предыдущие резолюции по Украине, в частности от 9 июня 2011, 27 октября 2011 и 1 декабря 2011 года … 3. Еще раз выражает свою обеспокоенность относительно судебных процессов против бывших и действующих высокопоставленных чиновников правительства, которые не проводились в соответствии с европейскими стандартами … призывает к безоговорочному немедленного освобождения всех заключенных, осужденных по политическим мотивам, в том числе лидеров оппозиции…

8. Призывает украинские власти обеспечить полное уважение прав всех заключенных, осужденных по политическим мотивам, в том числе Тимошенко, Луценко и Иващенко …
11 … осуждает тот факт, что украинская власть возбудила новые политически мотивированные дела против Тимошенко и других, что противоречит принципам верховенства права»..
13 декабря 2012 Европарламент принял резолюцию (шестую за 2010—2012 года), в которой говорится о политических арестах «соратников Тимошенко»:
- Европарламент «выражает сожаление в связи с тем, что согласно мнению наблюдателей ОБСЕ, ПАСЕ, Парламентской ассамблеи НАТО и Европейского парламента, избирательная кампания не соответствовала основным международным стандартам и стала шагом назад по сравнению с национальными выборами 2010 года». В частности, имел место «арест оппозиционных политических лидеров». Европарламент «призывает власти Украины освободить и реабилитировать политически преследуемых оппонентов, в частности Юлию Тимошенко, Юрия Луценко и других».[33][34]

### Резолюции ПАСЕ, ОБСЕ
26 января 2012 года была принята резолюция ПАСЕ «Функционирование демократических институтов в Украине». В этой резолюции указано на политический характер криминальных дел против министров правительства Тимошенко (в тому числе дел Тимошенко, Луценко, Иващенко, Корнейчука). В резолюции также содержался призыв к властям Украины — допустить Тимошенко, Луценко к парламентским выборам осенью 2012 года. В резолюции впервые сказано о возможности введения «санкций» в отношении нынешних руководителей Украины. Однако власти Украины фактически проигнорировали ключевые требования этой резолюции; и никаких «санкций» не последовало (по крайней мере, в течение 2012 года).
11 июля 2012 года ОБСЕ приняла резолюцию по Украине, в которой призвала освободить членов правительства Тимошенко — они названы «политическими узниками». ОБСЕ подчеркнула, что «в странах ОБСЕ» не должно быть политических узников.

### Заявления США
30 декабря 2010 Госдепартамент США сообщил украинскому правительству об обеспокоенности уголовными делами против команды Тимошенко, о том, что «преследование не должно быть выборочным или политически мотивированным».
24 июня 2011 Госдепартамент США заявил, что суд над Ю.Тимошенко является политически мотивированным процессом над представителями оппозиции.
2 мая 2012 госсекретарь США Хиллари Клинтон сделала очередное заявление относительно «соратников Тимошенко»: «Мы продолжаем призывать к её освобождению, и освобождению других членов её прежнего правительства». Архивировано из оригинала 8 мая 2012 года..
2 февраля 2013 трое бывших послов США на Украине (Стивен Пайфер, Джон Хербст, Билл Миллер) обратились к новоназначенному руководителю Госдепартамента США Джону Керри с просьбой: «вообще не встречаться с руководителем Украины», поскольку на Украине продолжаются преследования оппозиции. Стивен Пайфер заявил, что в Сенате США «разрабатывают законопроект о санкциях в отношении украинских чиновников, причастных к делам Тимошенко и Луценко».

## Дело против экс-министра экономики Богдана Данилишина
5 августа 2010 года Богдан Данилишин вылетел в Германию.
12 августа 2010 года Генеральная Прокуратура Украины возбудила уголовное дело против министра экономики (2007—2010) в правительстве Тимошенко — Богдана Данилишина по ч. 2 ст. 364 «Злоупотребление властью или служебным положением». Данилишин был объявлен в международный розыск. 18 октября 2010 Данилишин приехал из Германии в «украинское посольство в Чехии» — где его адвокат якобы договорился о «примирительной встрече»; однако после встречи в украинском посольстве — Данилишин был арестован (18.10.2010) чешской полицией (по запросу Интерпола), при выходе из украинского посольства в Праге.
После ареста Данилишин обратился с просьбой о предоставлении «политического убежища»; и 12 января 2011 получил «политическое убежище в Чехии».

Эмблема министерства обороны Украины

## Дело против экс-министра обороны Иващенко
24 августа 2010 — арестован бывший и. о. министра обороны Валерий Иващенко. Его обвинили в принятии незаконного решения о реализации имущества «Феодосийского судомеханического завода».
20 июня 2011 В. Иващенко объявил голодовку в качестве протеста против его содержания под стражей, но в связи с резким ухудшением здоровья — вынужден был прекратить голодовку 25 июня.

## Дело против экс-министра окружающей среды Георгия Филипчука
14 декабря 2010 арестован бывший «министр охраны окружающей природной среды Украины» Георгий Филипчук: «Генеральная прокуратура Украины 13 декабря 2010 года возбудила уголовное дело в отношении бывшего министра охраны окружающей природной среды Украины Георгия Филипчука по признакам преступления, предусмотренного ч.2 ст. 364 Уголовного кодекса Украины (злоупотребление служебным положением), которое повлекло тяжкие последствия». Филипчуку инкриминировали участие в деле о «киотских деньгах» (см. Уголовные дела в отношении Тимошенко с 2010 года).
8 апреля 2011 генпрокуратура сообщила об освобождении из-под стражи Георгия Филипчука, «в связи с окончанием ознакомления с материалами уголовного дела».

## Дело против экс-министра регионального развития и строительства Василия Куйбиды
В июне 2010 года возбуждено уголовное дело против Василия Куйбиды (министр регионального развития и строительства в правительстве Тимошенко в 2007—2010; городской голова Львова в 1994—2002; доктор наук государственного управления). СБУ обвинила Куйбиду в том, что он назначил без конкурса «начальника „Государственного архитектурно-строительного контроля“ в Ривненской области». Суд начался в августе 2010, однако суд многократно переносился — на сентябрь, на октябрь, на ноябрь.
Куйбида заявил, что есть положение, согласно которому — если кандидатура на пост «главы областного ГАСК» утверждается министром по согласованию с губернатором, то конкурс не проводится. Экс-губернатор Ривненской области Виктор Матчук — подтверждал показания Куйбиды.
13 декабря 2010 года указанное дело было закрыто решением Шевченковского районного суда г. Киева. Прокурор внес протест на закрытие дела, но 14.1.2011 «Апелляционный суд Киева» подтвердил решение о закрытии дела.
Василий Куйбида заявил, что дело против него возбуждали, пытаясь не допустить его на выборы городского головы Львова:
- «Ко мне начали цепляться после того, как я провел консультации относительно возможного моего баллотирования на должность городского головы Львова. После этого значительную часть времени я вынужден был проводить в Киеве, а поэтому забыть о выборах. То есть в итоге они достигли того, чтобы я не баллотировался на должность мэра».[46]

Действительно, «местные выборы на Украине» прошли 31.10.2010 — и вскоре «дело Куйбиды» было закрыто. Перед местными выборами на Украине уголовные дела были заведены против городских голов ряда городов.

## Дело против бывшего первого заместителя министра юстиции Корнейчука
22 декабря 2010 прокуратура арестовала бывшего «первого замминистра юстиции» (в КабМине Тимошенко) Евгения Корнейчука; он является зятем главы Верховного Суда Украины Василия Онопенко. Корнейчук был арестован в день родов его жены — новорожденный ребёнок через два дня попал в реанимацию. Однако через несколько недель Евгений Корнейчук был выпущен на «подписку о невыезде» (после встречи Василия Онопенко с президентом Януковичем).
15 февраля 2011 бывшему первому заместителю министра юстиции Евгению Корнийчуку изменена мера пресечения на подписку о невыезде.

## Дело против Виктора Бондаря, экс-губернатора Днепропетровской области
24 декабря 2010 прокуратура арестовала экс-министра транспорта, экс-губернатора Днепропетровской области Виктора Бондаря. Строго говоря, Бондарь примкнул к «команде премьер-министра Тимошенко» — лишь в последние месяцы перед президентскими выборами-2010; однако его позиция была весьма важной на выборах-2010.
Против В. Бондаря было возбуждено дело по его работе на посту и. о. министра транспорта в 2006 году (в правительстве Еханурова, после увольнения министра транспорта Е. Червоненко) во время строительства автовокзала «Теремки» (ущерб оценён в 5 млн грн. (около 900 тыс. дол)) («ч. 5 ст. 27, ч. 2 ст. 194, ст. 353 Уголовного кодекса Украины» — пособничество в умышленном уничтожении чужого имущества, причинившее имущественный ущерб в особо крупных размерах, сопряженное с самовольным присвоением властных полномочий).

## Дело противИгоря Диденко,Анатолия Макаренко

Эмблема министерства топлива и энергетики Украины

23 июня 2010 года арестован экс-председателя государственной таможенной службы Украины Анатолий Макаренко. 8 июля 2010 года арестован бывший первый заместитель главы «Нафтогаза» Игорь Диденко.
22 июля 2010 первый заместитель генпрокурора Виктор Пшонка (через полгода он уже генпрокурор) сообщил: «Взят под стражу (21.7.2010) Тарас Шепитько — заместитель начальника отдела Энергетической региональной таможни». Пшонка подчеркнул, что решение Стокгольмского суда не является основанием для возбуждения уголовного дела.
Все трое обвинены в том, что во исполнение украино-российского межправительственного договора от 19.1.2009 (о преодолении «украино-российского газового кризиса-2009») — растаможили и приняли на баланс государственной компании НАК «Нафтогаз» 11 млрд кубометров газа от компании «Газпром» (этот газ первоначально предназначался швейцарской компании «РосУкрЭнерго», но не был ею оплачен).

### Дело Тараса Шепитько в марте-2009
Ещё при президенте Ющенко — 2 марта 2009 года СБУ (руководитель Наливайченко, первый заместитель Хорошковский) возбудила уголовное дело по факту, якобы, завладения «Нафтогазом» «6,3 млрд.м³ транзитного природного газа на сумму более 7,4 млрд.грн.», в рамках этого дела был задержан «заместитель начальника отдела Энергетической региональной таможни Гостаможслужбы» Тарас Шепитько. Однако и. о. председателя правления «Нафтогаза» Игорь Диденко обжаловал постановление о возбуждении уголовного дела в Шевченковском райсуде Киева; и 24 марта 2009 года Шевченковский райсуд признал незаконными отдельные действия СБУ, и отменил постановление СБУ о возбуждении данного уголовного дела (Шепитько был освобождён из СИЗО).

### Мария Кушнир — зам. главбуха «Нафтогаза»
Мария Кушнир — это четвертый обвиняемый по «газовому делу РосУкрЭнерго» (по которому арестованы Диденко, Макаренко, Шепитько).
23 июля 2010 СБУ возбудила уголовное дело против «заместителя главного бухгалтера „Нафтогаза“» Марии Кушнир. 26 июля 2010 Печерский районный суд в Киеве выдал санкцию на задержание Кушнир. Глава СБУ Валерий Хорошковский заявил, что Кушнир была принята на работу в «Нефтегаз Украины» специально для операции растаможивания газа «РосУкрЭнерго»: «Её функцией было только поставить нужную подпись. Именно она дала команду, поставила газ на баланс „Нефтегаза“ и подписала первичный документ».
Первоначально Кушнир инкриминировали «ч.2 ст.367 Уголовного кодекса Украины» (должностная халатность, повлекшая тяжкие последствия), по которой предусмотрено лишение свободы на срок «до трёх лет»; но 9 сентября 2010 — в отношении Кушнир было возбуждено уголовное дело по «ч.2 ст.364 Уголовного кодекса Украины» (злоупотребление властью или служебным положением, которое повлекло за собой тяжкие последствия).
«10 сентября 2010 года при взаимодействии с правоохранительными органами Российской Федерации Кушнир была задержана в Волгоградской области (Российская Федерация)»; и через месяц экстрадирована на Украину. С тех пор (по июль 2011) М. Кушнир находится в СИЗО; а в прессе отсутствуют какие-либо сообщения о продвижении её дела.

### Хронология событий относительно «иска РосУкрЭнерго» в Стокгольмском арбитраже
Первый иск РосУкрЭнерго к НАК «Нафтогаз Украины» был подан в апреле 2008 года (в «Арбитражный суд при Торговой палате Стокгольма»), а в январе 2009 года РосУкрЭнерго подала еще три иска против «Нафтогаза». «Нафтогаз» же подал четыре встречных иска к «РосУкрЭнерго». Все иски по этому спору были объединены в одно дело.
2 апреля 2010 «Арбитражный суд в Стокгольме» вынес промежуточное решение по поводу исковых требований РосУкрЭнерго к НАК «Нафтогаз Украины» в размере $ 2 млрд долларов, обязав «Нафтогаз» вернуть истцу $ 197 млн.
8 июня 2010 г. Стокгольмский арбитраж принял решение (основанное на «мировом соглашении», по которому Украина-«Нафтогаз» признала все претензии РосУкрЭнерго), согласно которому НАК «Нафтогаз Украины» обязан вернуть RosUkrEnergo «11 млрд м³ газа плюс 10 % компенсации».
Эти 11 млрд м³ российского газа — в январе-2009 предназначались РосУкрЭнерго (RUE), но РосУкрЭнерго не оплатила стоимость газа «Газпрому». Поэтому в 2009 году :
 — «Нафтогаз» погасил «долг РосУкрЭнерго перед Газпромом» в размере 1.7 млрд дол.; а взамен — «Газпром» передал «Нафтогазу» в качестве компенсации указанные 11 млрд м³ газа (то есть по цене 156 долл. за 1000 м³.);
 — также РосУкрЭнерго было исключено из схемы поставок газа (на Украину и за её пределы), договор на поставку газа заключили напрямую государственные компании «Нафтогаз» и «Газпром». До апреля-2010 «Газпром» владел 50 % акций РосУкрЭнерго; но в апреле-2010 «Газпром» вышел из состава учредителей РосУкрЭнерго — РосУкрЭнерго стало полностью частной компанией, с контрольным пакетом у Д. Фирташа.
В период с ноября-2010 по апрель-2011 — «Нафтогаз» передал швейцарской компании РосУкрЭнерго — 12.1 млрд м³ газа (11 млрд м³; плюс 10 % компенсации); а РУЭ заплатила «Нафтогазу» 1.7 млрд дол. По состоянию на 2011 год (при цене в ЕвроСоюзе «490 дол. за тысячу м³») общая стоимость переданного газа — около 5.4 млрд. дол.
Точка зрения Д. Фирташа — изложена в его интервью журналу «Фокус».

### Освобождение Макаренко и Шепитько после года пребывания в СИЗО
5 июля 2011 Макаренко и Шепитько — были неожиданно освобождены из СИЗО (однако уголовные дела на них не закрыты, и осталась «подписка о невыезде»). Пресса связала освобождение Макаренко — с предстоящей встречей 6.7.2011 (в Крыму) премьер-министра России Путина и президента Януковича; ведь ещё летом 2010 года «командующие российскими флотами» (которые знали Макаренко по морской службе в России) обращались с просьбой к В. Путину и В. Януковичу об освобождении Макаренко из СИЗО, и Путин поддержал их просьбу в речи на «День военно-морского флота России, 2010».
В связи с освобождением Макаренко, в прессе Украины появились «„утечки информации“ от депутатов из кардинально различных фракций Верховной Рады», что Россия посоветовала Украине «прекратить преследование Тимошенко». На пресс-конференции 7 июля 2011, в Москве (по результатам переговоров Путин-Азаров) — премьер-министр Путин высказался, что Россия против пересмотра «газового договора от 19.1.2009»; и считает, что критика этого договора со стороны правительства Украины — имеет «политическую составляющую; стремление доказать, что предшественники всё делали плохо».

## Дело против Вадима Гуржоса, экс-руководителя Укравтодора

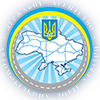
Эмблема Государственного агентства автомобильных дорог Украины

Вадим Гуржос работал на должности руководителя Укравтодора (Государственная служба автомобильных дорог Украины) с марта 2005 по август 2006 года (то есть до создания «правительства Януковича», в которое входили и 8 министров от Ющенко) и с августа-2008 по март-2010 (подал в отставку в связи с отставкой «правительства Тимошенко»).
27 апреля 2010 г. Генеральная прокуратура Украины возбуждила уголовное дело против Вадима Гуржоса (после обращения народного депутата Демишкана В. Ф.), по статье «превышение власти и служебных полномочий», за период его работы руководителем Укравтодора. Дело Гуржоса В. Н. находилось под личным контролем генерального прокурора Пшонки В. П. и его заместителя Рената Кузьмина.
В мае 2010 года В. Ф. Демишкан был назначен на должность руководителя УкрАвтоДора. Украина готовилась к Евро-2012 (чемпионат Европы по футболу) и через Укравтодор должны были пройти большие средства, направляемые на строительство и ремонт автодорог. Демишкан В. Ф. был человеком из близкого окружения президента Януковича; в частности Демишкан был одним из основателей клуба охотников «Кедр», который называли «28 друзей президента Януковича». О влиятельности Демишкана В. Ф. говорит и тот факт, что его сын Сергей Демишкан в 2007 году совершил похищение и убийство компаньона по бизнесу (полковника в отставке, «афганца» Василия Кривозуба, который владел небольшой авиакомпанией «Крунк»), был арестован в 2008, но после прихода к власти Януковича был освобождён ещё до суда (29.9.2010), и получил лишь условный срок. Это дело Сергея Демишкана вызвало большой резонанс на Украине.
27 января 2012 Печерский районный суд Киева отменил постановление генпрокуратуры, которым было возбуждено уголовное дело против экс-руководителя «Укравтодора» Вадима Гуржоса ввиду отсутствия состава преступления (ст. 6, ч. 1, п. 2, 213 Криминально-процессуального Кодекса Украины). После отмены уголовного производства Вадим Гуржос вылетел за рубеж на лечение.

## Руководители Госказначейства: Татьяна Слюз и Татьяна Грицун

### Татьяна Слюз
24 декабря 2010 объявлена в розыск Татьяна Ярославовна Слюз (председатель Госказначейства Украины); ей инкриминируют участие в деле о «киотских деньгах» (см. Уголовные дела в отношении Тимошенко с 2010 года). Прокуратура утверждает, что Слюз находится за границей.

### Татьяна Грицун, первый заместитель председателя Госказначейства
19 июля 2010 была задержана Татьяна Грицун (бывшая Первая заместитель главы Госказначейства Украины). 22 июля 2010 Печерский райсуд дал санкцию на её арест — ей предъявлено обвинение «злоупотребление властью или служебным положением, повлекшее тяжкие последствия» (часть 2 статьи 364 Уголовного Кодекса Украины; предусматривает лишение свободы на 3—6 лет) :
 — Грицун «с сентября 2009 года по апрель 2010 года» давала указания подчиненным не перечислять 800 млн гривен конкурсных гарантий «участникам приватизационного конкурса по Одесскому припортовому заводу» (ОПЗ) — компаниям «Нортима» и «Фрунзе-Флора» (эти компании также отсудили себе штрафные санкции «свыше 2 млн грн.» (около 190 тыс. евро)). Грицун обвиняют в том, что она препятствовала возвращению средств вопреки «платежному поручению Фонда госимущества Украины».
По состоянию на июль-2011 — Татьяна Грицун находится в СИЗО.
Суть конфликта вокруг ОПЗ такова :
 премьер-министр Тимошенко стремилась через приватизацию стратегического предприятия ОПЗ существенно пополнить госбюджет в «кризисном 2009 году». Одновременно Украина готовилась к выборам президента — и президент Ющенко вёл борьбу против Тимошенко, в том числе — издал Указ о запрете приватизации ОПЗ. Из-за этого Указа — в конкурсе не приняли участие «наиболее сильные инвесторы»; заявки об участии подали лишь три фирмы. При проведении конкурса — цена практически осталась на базовом уровне. Аукцион выиграла фирма «Нортима» (Игоря Коломойского), но Тимошенко заявила, что завод не будет продан, поскольку «участники сговорились о покупке за минимальную цену». В ответ — Коломойский обещал подать в суд; а Тимошенко — приостановила возврат «залога, который оплачивали Нортима и Фрунзе-флора» (но третий участник конкурса — российская компания «Азот-Сервис», которая представляла интересы «Газпрома», сразу же получила свой залог обратно). Тимошенко заявила, что денег в госбюджете нет — и залоги будут возвращены в полной мере, но после приватизации «Одесского припортового завода».

## Дело против экс-министра внутренних делЮрия Луценко

Эмблема МВД Украины

26 декабря 2010 арестован экс-министр МВД Украины Юрий Луценко. Против Луценко возбуждены три уголовных дела:
- о завышенной пенсии его шофёру (на сумму около 100 евро в месяц; и единоразово при выходе на пенсию 2.5 тыс. евро);[6][64]
- о расходовании средств на празднование «Дня милиции» во дворце «Украина» в 2008—2009 годах[65] — всего было израсходовано около 600 тыс. грн. (около 60 тыс. евро);
- о незаконном продолжении слежки за фигурантами «дела об отравлении Ющенко»[66] (по ч.3 ст.364 Уголовного кодекса — злоупотребление служебным положением, совершенное работником правоохранительного органа).[67]

### Голодовка Юрия Луценко — 30 дней, и 25 кг веса
Протестуя против незаконного ареста, Юрий Луценко 23 апреля 2011 начал голодовку (во время голодовки он ничего не ел, но пил кофе с сахаром). 28 апреля — подписал официальный акт для руководства СИЗО о «добровольном отказе от пищи»; к 10 мая — потерял 19.5 кг веса и «переведён в медчасть Лукьяновского СИЗО в связи с ухудшением состояния здоровья». В тот же день — Луценко госпитализирован в «Киевскую больницу скорой помощи, на ул. Братиславской, 3» 19 мая в связи с плохим самочувствием — Луценко ставили «капельницы глюкозы; внутривенное питание». 23 мая 2011 должен был состояться суд, на котором решался вопрос о «мере пресечения» (то есть Луценко могли освободить из-под ареста). Луценко прекратил голодовку — только после суда 23 мая (выдержав, таким образом, 30-дневную голодовку; потеряв около 25 кг веса) — он заявил:
- «Я считаю нецелесообразным продолжать голодовку. Я начинал это, чтобы доказать, что у нас в Украине нет прокуратуры. Сегодняшним заседаниям суда я доказал, что у нас нет справедливого суда, но дальше мне нужно здоровье для того, чтобы это сломать».[71]

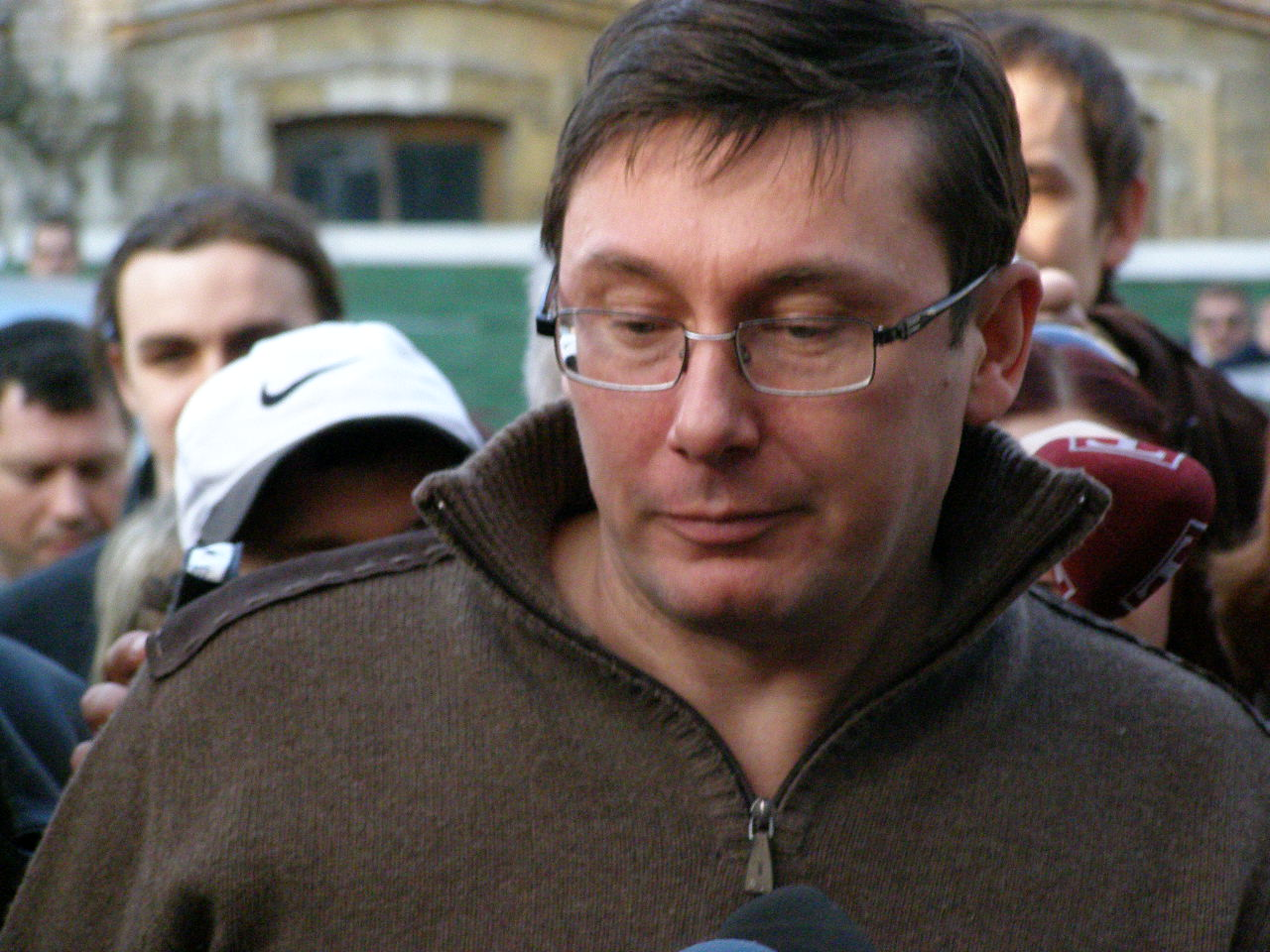
Юрий Луценко в оппозиции, во время борьбы за перевыборы Верховной Рады. 20.3.2007

### «Письма из тюрьмы»
Во время заключения Луценко написал (к июню 2011) шесть «писем из тюрьмы» — публицистические статьи на актуальные политические темы.

### Луценко поддержал — глава комитета ЕС-Украина Марек Сивец
29 июня 2011 года глава «Комитета парламентского сотрудничества „Европейский Союз“ — Украина в Европейском парламенте» Марек Сивец (бывший руководитель «Бюро национальной безопасности Польши») — официально обратился к властям Украины с просьбой освободить Ю. Луценко до суда — под его личную гарантию :
 — «„Я решил обратиться к полномочным судебным органам (Украины) с просьбой рассмотреть мою личную гарантию для освобождения Луценко и предоставления ему возможности свободно отвечать перед судом“ — сказал европарламентарий. Сивец напомнил о резолюции Европарламента, в которой констатируется увеличение случаев уголовного преследования бывшего правительства и оппозиции».
3 июля 2012 — Европейский суд по правам человека признал арест Луценко незаконным и политически мотивированным.
2 октября 2012 председатель мониторингового комитета ПАСЕ Андрес Эркель сказал, что Юрий Луценко является политическим заключенным.
После голодовки протеста в 2011 году — у Луценко возник ряд заболеваний. В январе 2013 года ему сделали операцию на кишечнике. Жена Луценко заявила, что он болен также язвой желудка.
На Всемирном экономическом форуме в Давосе 30 января 2013 года Виктор Янукович в разговоре с президентом Европарламента Мартином Шульцем сказал, что мог бы помиловать Луценко в ответ на его прошение. По сообщению прессы, 5 февраля 2013 года такой вариант с Луценко обговорили экс-президент Польши Александр Квасьневский и экс-президент Европарламента Пэт Кокс на встрече с Луценко в Менской колонии (особая колония для содержания бывших работников правоохранительных органов). Однако Луценко отказался просить о помиловании, поскольку это означало бы признание им вины по обвинениям, которые он считает политически мотивированными.

## СМИ о комплексе «уголовных дел против правительства Тимошенко»
На Украине о проблеме «преследования чиновников и соратников Тимошенко» сообщают многочисленные статьи в СМИ:
- «Задержания следуют. За что сажают чиновников Тимошенко». Сайт журнала «Фокус», 14.1.2011. focus.ua. Дата обращения: 31 марта 2020.
- «Все, кто сидит, и только готовится». Сайт «Главком», 10.01.2011. glavcom.ua. Дата обращения: 31 марта 2020..
- «Война навсегда». Сайт «Главком», 09.04.2012. glavcom.ua. Дата обращения: 31 марта 2020..
- Заявление Львовского облсовета (4.1.2011). Сайт «meta.ua» и сайт «Львовский портал» (недоступная ссылка — история). portal.lviv.ua..
- «За неугодных власти — тех, кто встретил Новый год и проведет Рождество в СИЗО». Сайт «Николаевский портал». nikvesti.com. Дата обращения: 31 марта 2020..
- «Корреспондент: Первое иностранное предупреждение». Сайт «korrespondent.net», 25.1.2011. korrespondent.net. Дата обращения: 31 марта 2020.

В России об этом тоже писали достаточно часто:
- «Генпрокуратура идет по кабинету Юлии Тимошенко». Сергей Сидоренко. Сайт газеты «Коммерсантъ», 24.12.2010. Коммерсантъ. Дата обращения: 31 марта 2020.
- «На Украине продолжаются аресты министров правительства Тимошенко». Сайт «vesti.ru», 26.12.2010. www.vesti.ru. Дата обращения: 31 марта 2020.
- «Украина идет на посадку: „Оранжевым“ министрам нашли место в тюрьме». Олег Базак. Сайт газеты «Московский комсомолец», 27.12.2010. www.mk.ru. Дата обращения: 31 марта 2020.
- На Украине арестован экс-глава МВД Луценко. 26.12.2010. Архивировано из оригинала 2 января 2011 года. «Украинского экс-министра Луценко обвиняют в завладении государственным имуществом». 26.12.2010. www.polit.ru. Дата обращения: 31 марта 2020.
- «Кто и за что арестован из оппозиции». 3.1.2011. joff.ucoz.ru. Дата обращения: 31 марта 2020.
- «Заводные апельсины. За растрату 2,5 млрд долларов арестованы 8 министров кабинета Тимошенко». Сайт «Центр Азия», 26.12.2010. Архивировано из оригинала 29 декабря 2010 года.

## Мультимедийные материалы
- Генерала Макаренко и Тараса Шепитько освободили из СИЗО (после года пребывания под арестом без суда), 5.7.2011. www.youtube.com. Дата обращения: 31 марта 2020.
- Луценко (его жена, его брат) в зале суда — комментирует своё вчерашнее задержание. 27.12.2010. www.youtube.com. Дата обращения: 31 марта 2020. Луценко (27.12.2010) в районном Печерском суде г. Киева на следующий день после ареста : «Если гопники пришли к власти, то министр внутренних дел должен сесть». www.youtube.com. Дата обращения: 31 марта 2020.
- Заявление Тимошенко в день ареста Диденко, 9.7.2010 : «власти нужно легализовать своё право — забрать у Украины (для РосуУкрЭнерго) 5.4 млрд долларов… Такого на Украине не было никогда за 19 лет независимости». www.youtube.com. Дата обращения: 31 марта 2020.
- Выступления в суде Диденко[78][79]
- Генерала Валерия Иващенко отконвоировали для лечения в «больницу скорой помощи». Телеканал Фирташа «Интер», 20.3.2011. www.youtube.com. Дата обращения: 31 марта 2020.
- История госчиновников-эмигрантов из Украины (Звягильский, Лазаренко, Жердицкий, Бакай, Боделан, Белоконь…) в связи с «делом Богдана Данилишина». Телеканал «ТВі», передача «Знак восклицания» (укр. «Знак оклику»), Наталья Седлецкая. Киев, 18.11.2010. www.youtube.com. Дата обращения: 31 марта 2020. Вторая серия (посвящена именно «делу Данилишина»), Киев, 20.11.2010. www.youtube.com. Дата обращения: 31 марта 2020.
- «Фирташ, Бойко, Хорошковский. 12 миллиардов кубов газа для РосУкрЭнерго. Было державное — стало приватное». 10 серия газового расследования программы «Знак восклицания» (укр. «Знак оклику»), телеканал «ТВі». 29.11.2010. www.youtube.com. Дата обращения: 31 марта 2020.